# 242. peruť RAF
242. peruť (anglicky No. 242 Squadron) byla peruť Royal Air Force, která během své existence plnila řadu různých rolí, než byla v roce 1964 definitivně rozpuštěna. Známa je i tím, že v době druhé světové války šlo o první peruť, které velel Douglas Bader.

## Historie

### První světová válka
242. peruť RAF vznikla 15. srpna 1918 sloučením samostatných hydroplánových letek čísel 408, 409 a 514 na základně plovákových letounů Newhaven, a s letouny typu Short 184 ve výzbroji odsud a z nedalekého letiště v Telscombe Cliffs pokračovala v protiponorkové hlídkové činnosti nad kanálem La Manche až do konce první světové války.

### Druhá světová válka
Peruť byla obnovena 30. září 1939 na letišti RAF Church Fenton:s.13 s letci převážně kanadského původu. Zpočátku užívala především letouny Bristol Blenheim a Fairey Battle, ale v únoru 1940 přešla na typ Hawker Hurricane.

#### Bitva o Francii

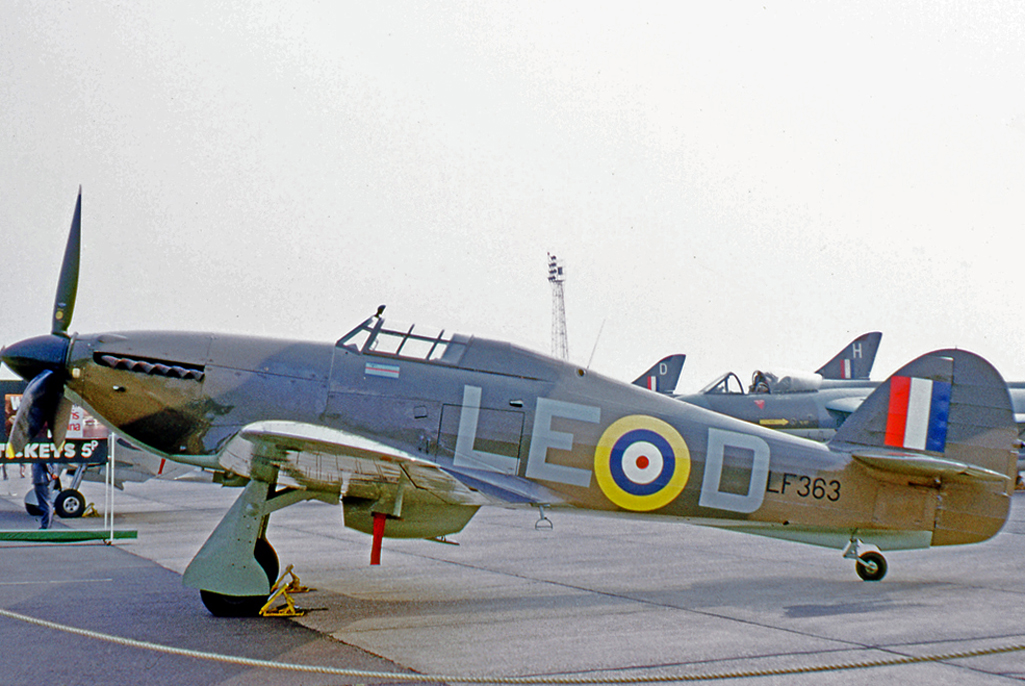
Hawker Hurricane nesoucí označení písmeny „LE“, náležejícími 242. peruti

V květnu 1940 se peruť přesunula na základnu RAF Biggin Hill, odkud byla nasazena do bojů nad Francií.:s.33–45 Koncem června 1940 byl do čela peruti, která v bitvě o Francii utrpěla těžké ztráty, a jejíž příslušníci trpěli nízkou morálkou, postaven Squadron Leader Douglas Bader. Přes počáteční nedůvěru k novému veliteli, pociťovanou ze strany kanadských letců, si je Bader brzy získal silou své osobnosti a vytrvalostí, zejména při překonávání a obcházení byrokratických průtahů při uvádění peruti zpět do bojeschopného stavu.

#### Bitva o Británii
V červnu 1940 se jednotka přesunula do východní Anglie, nejprve na letiště RAF Coltishall a později RAF Duxford, jako součást 12. skupiny RAF, v rámci jejíhož Duxfordského wingu (křídla) se posléze zúčastnila bitvy o Británii. V roce 1941 začala peruť podnikat ofenzívní operace typu „sweep“ nad okupovaným územím Francie, a podílela se na stíhacím doprovodu bombardérů a hlídkování nad pobřežními konvoji. Mezi dubnem a červnem 1941 byli příslušníky perutě i českoslovenští letci Josef Bryks a Tomáš Kozák.

#### Rozpuštění na Sumatře
V prosinci 1941 byla peruť přeložena na Dálný východ, od 13. ledna 1942 se základnou na letišti RAF Seletar. Vzhledem k zoufalému vývoji situace zde byla donucena k přesunu do Palembangu na Sumatře, kde se její organizace zhroutila z důvodu nedostatku náhradních strojů, a k 10. březnu 1942 byla peruť rozpuštěna.

#### Obnovení se Spitfiry
Dne 10. dubna 1942 byla peruť obnovena na základně RAF Turnhouse ve Skotsku, kde se podílela na pobřežním hlídkování. V říjnu následoval přesun do severní Afriky, kde se jednotka podílela na obraně Alžíru. Bojová cesta útvaru pokračovala do Tuniska a později na Maltu, a peruť se podílela na vzdušné podpoře invaze na Sicílii a do Itálie. V roce 1944 byla stažena k odpočinku do Sýrie, než byla přesunuta na Korsiku, odkud podporovala vylodění na jihu Francie a útočila na cíle v severní Itálii. 4. listopadu 1944 byla peruť na tomto bojišti rozpuštěna.

### Součást Transport Command
Peruť byla opět obnovena 15. listopadu 1944, tentokrát jako transportní jednotka, na základně RAF Stoney Cross, kde nejprve podstoupila výcvik se stroji Vickers Wellington, a později zahájila operační činnost s letouny Short Stirling. Po roce 1945 útvar provozoval stroje Avro York, s nimiž udržoval pravidelné spojení s Indií a na Azory; v roce 1946 byla jako součást 47. skupiny dislokována na letišti RAF Oakington.
V roce 1948 se peruť ze základny RAF Wunstorf podílela na berlínském vzdušném mostu, po jehož skončení se vrátila do Anglie, kde byla přezbrojena na typ Handley Page Hastings. Jednotka byla rozpuštěna 1. května 1950 na základně RAF Lyneham.

### Jednotka řízených střel
1. října 1959 byla peruť obnovena na základně RAF Marham jako útvar pozemní protivzdušné obrany vyzbrojený protileteckými řízenými střelami Bristol Bloodhound. Jejím úkolem byla obrana základen perutí bombardovací V-Force, který plnila až do svého rozpuštění 30. září 1964.

## Užívaná technika
| Od            | Do            | Typ                   | Varianta |
| ------------- | ------------- | --------------------- | -------- |
| Srpen 1918    | Květen 1919   | Short 184             |          |
| Srpen 1918    | Leden 1919    | Airco D.H.6           |          |
| Srpen 1918    | Listopad 1918 | Fairey Campania       |          |
| Prosinec 1939 | Prosinec 1939 | Bristol Blenheim      | Mk.IF    |
| Prosinec 1939 | Únor 1940     | Fairey Battle         | Mk.I     |
| Leden 1940    | Únor 1941     | Hawker Hurricane      | Mk.I     |
| Únor 1941     | Únor 1942     | Hawker Hurricane      | Mk.IIB   |
| Duben 1942    | Prosinec 1943 | Supermarine Spitfire  | Mk.VB    |
| Červenec 1943 | Únor 1944     | Supermarine Spitfire  | Mk.VC    |
| Červen 1943   | Říjen 1944    | Supermarine Spitfire  | Mk.IX    |
| Leden 1945    | Únor 1945     | Vickers Wellington    | Mk.XVI   |
| Únor 1945     | Leden 1945    | Short Stirling        | Mk.V     |
| Duben 1945    | Září 1945     | Avro York             | C.1      |
| Září 1945     | Prosinec 1945 | Short Stirling        | Mk.IV    |
| Prosinec 1945 | Září 1949     | Avro York             | C.1      |
| Září 1949     | Květen 1950   | Handley Page Hastings | C.1      |
| Říjen 1959    | Září 1964     | Bristol Bloodhound    | Mk.I     |